# Chasmatopterus hirtus
Chasmatopterus hirtus är en skalbaggsart som beskrevs av Blanchard 1850. Chasmatopterus hirtus ingår i släktet Chasmatopterus och familjen Melolonthidae. Inga underarter finns listade i Catalogue of Life.